# Patinage artistique aux Jeux olympiques de 1960
Navigation
Cortina d'Ampezzo 1956 Innsbruck 1964
Les épreuves de patinage artistique aux Jeux olympiques d'hiver de 1960 se déroulent du 19 au 26 février 1960 à la Blyth Arena de Squaw Valley aux États-Unis. 
Les compétitions regroupent quatorze pays et soixante-et-onze athlètes (trente-deux hommes et trente-neuf femmes). 
Trois épreuves sont disputées :
- Concours Messieurs (le 24 février pour les figures imposées et le 26 février pour le programme libre).
- Concours Dames (le 21 février pour les figures imposées et le 23 février pour le programme libre)
- Concours Couples (le 19 février)

## Participants

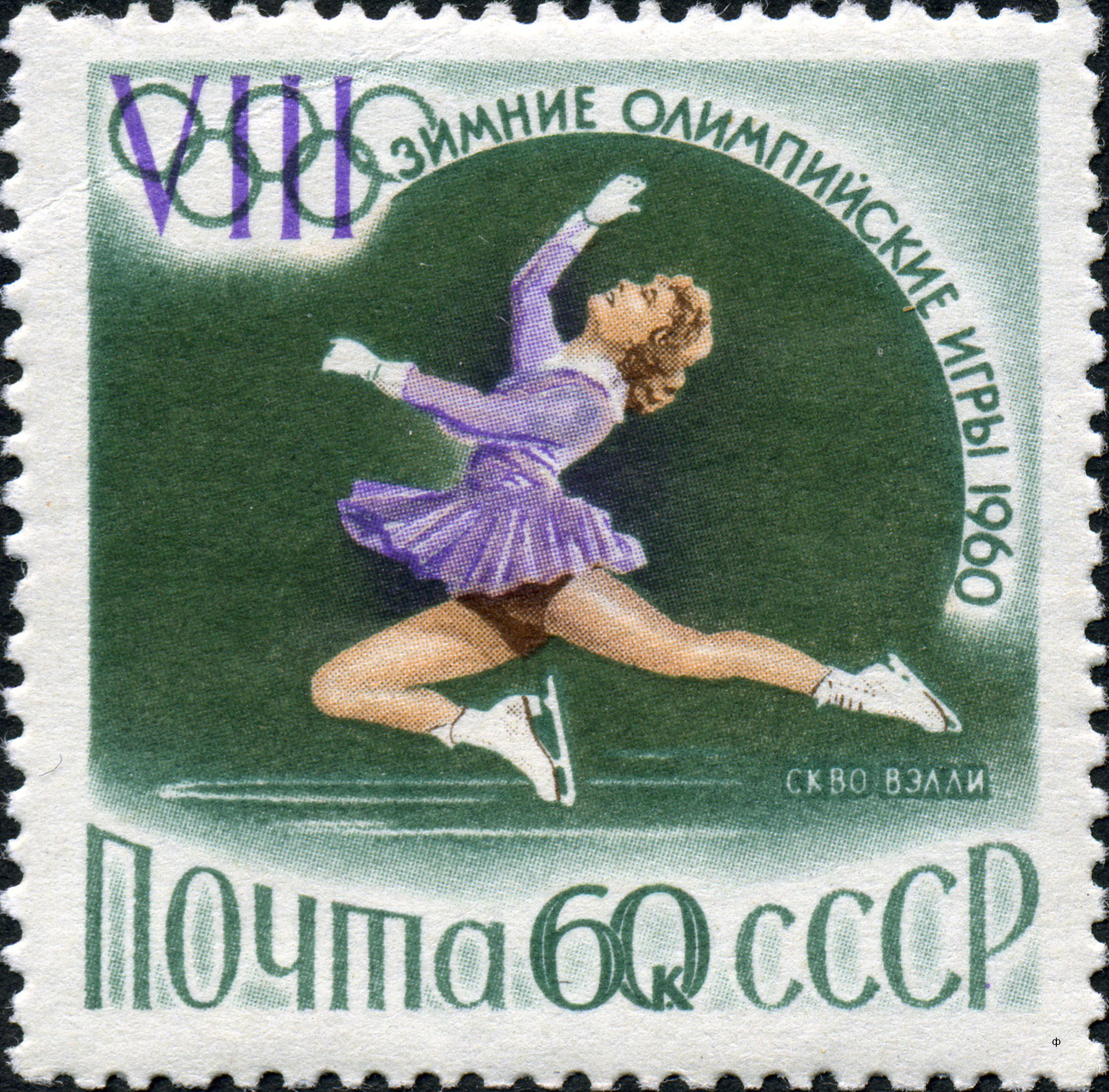
Timbre émis par l'Union soviétique à l'occasion des VIIIe Jeux olympiques d'hiver.

71 patineurs de 14 nations participent aux Jeux olympiques d'hiver de 1960 : 32 hommes et 39 femmes.
L'Afrique du Sud et l'Union soviétique participent pour la première fois aux épreuves de patinage artistique des Jeux olympiques d'hiver.
| Pays                       | Participants Hommes                                                                                  | Participantes Femmes                                                                | Nombre d'hommes | Nombre de femmes | Nombre total |
| -------------------------- | --- | ----------------------------------------------------------------------------------- | --------------- | ---------------- | ------------ |
| Afrique du Sud             | Gwyn Jones                                                                                           | Patricia Eastwood Marcelle Matthews Marion Sage                                     | 1               | 3                | 4            |
| Équipe unifiée d'Allemagne | Hans-Jürgen Bäumler Bodo Bockenauer Tilo Gutzeit Werner Mensching Franz Ningel Manfred Schnelldorfer | Ursel Barkey Rita Blumenberg Margret Göbl Marika Kilius Bärbel Martin               | 6               | 5                | 11           |
| Australie                  | Mervyn Bower Bill Cherrell Tim Spencer                                                               | Jacqueline Mason Aileen Shaw Mary Wilson                                            | 3               | 3                | 6            |
| Autriche                   | Heinz Döpfl Norbert Felsinger Peter Jonas                                                            | Karin Frohner Regine Heitzer Diana Hinko                                            | 3               | 3                | 6            |
| Canada                     | Donald Jackson Otto Jelinek Donald McPherson Robert Paul                                             | Wendy Griner Maria Jelinek Sandra Tewkesbury Barbara Wagner                         | 4               | 4                | 8            |
| États-Unis                 | Robert Brewer Tim Brown Ray Hadley David Jenkins Ronald Ludington Dudley Richards                    | Ila Ray Hadley Carol Heiss Nancy Ludington Laurence Owen Maribel Owen Barbara Roles | 6               | 6                | 12           |
| France                     | Alain Calmat Alain Giletti                                                                           | Nicole Hassler Danielle Rigoulot                                                    | 2               | 2                | 4            |
| Italie                     | | Anna Galmarini Carla Tichatschek                                                    | 0               | 2                | 2            |
| Japon                      | Nobuo Satō                                                                                           | Miwa Fukuhara Junko Ueno                                                            | 1               | 2                | 3            |
| Pays-Bas                   | | Sjoukje Dijkstra Joan Haanappel                                                     | 0               | 2                | 2            |
| Royaume-Uni                | David Clements Robin Jones                                                                           | Carolyn Krau Patricia Pauley                                                        | 2               | 2                | 4            |
| Suisse                     | Hubert Köpfler                                                                                       | Liliane Crosa Franziska Schmidt                                                     | 1               | 2                | 3            |
| Tchécoslovaquie            | Karol Divín                                                                                          | Jana Mrázková                                                                       | 1               | 1                | 2            |
| Union soviétique           | Oleg Protopopov Stanislav Zhuk                                                                       | Ludmila Belousova Nina Zhuk                                                         | 2               | 2                | 4            |
| Total                      | Total                                                                                                | Total                                                                               | 32              | 39               | 71           |

## Podiums
| Épreuves                      | Or                           | Argent                              | Bronze                             |
| ----------------------------- | ---------------------------- | ----------------------------------- | ---------------------------------- |
| Messieurs résultats détaillés | David Jenkins                | Karol Divin                         | Donald Jackson                     |
| Dames résultats détaillés     | Carol Heiss                  | Sjoukje Dijkstra                    | Barbara Roles                      |
| Couples résultats détaillés   | Barbara Wagner / Robert Paul | Marika Kilius / Hans-Jürgen Bäumler | Nancy Ludington / Ronald Ludington |

## Tableau des médailles
| Rang  | Pays                       | Médaille d'or, Jeux olympiques | Médaille d'argent, Jeux olympiques | Médaille de bronze, Jeux olympiques | Total |
| 1     | États-Unis                 | 2                              | 0                                  | 2                                   | 4     |
| 2     | Canada                     | 1                              | 0                                  | 1                                   | 2     |
| 3     | Équipe unifiée d'Allemagne | 0                              | 1                                  | 0                                   | 1     |
| 3     | Pays-Bas                   | 0                              | 1                                  | 0                                   | 1     |
| 3     | Tchécoslovaquie            | 0                              | 1                                  | 0                                   | 1     |
| Total | Total                      | 3                              | 3                                  | 3                                   | 9     |

## Détails des compétitions

### Messieurs
| Rang    | Nom                   | Nation                     | Places | Points | Fig. impo. | Prog. libre |
| ------- | --------------------- | -------------------------- | ------ | ------ | ---------- | ----------- |
| 1       | David Jenkins         | États-Unis                 | 10.0   | 1440.2 | 2          | 1           |
| 2       | Karol Divín           | Tchécoslovaquie            | 22.0   | 1414.3 | 1          | 5           |
| 3       | Donald Jackson        | Canada                     | 31.0   | 1401.0 | 4          | 2           |
| 4       | Alain Giletti         | France                     | 31.0   | 1399.2 | 3          | 3           |
| 5       | Tim Brown             | États-Unis                 | 43.0   | 1374.1 | 5          | 4           |
| 6       | Alain Calmat          | France                     | 54.0   | 1340.3 | 8          | 6           |
| 7       | Robert Brewer         | États-Unis                 | 66.0   | 1320.3 | 7          | 8           |
| 8       | Manfred Schnelldorfer | Équipe unifiée d'Allemagne | 75.0   | 1303.3 | 9          | 9           |
| 9       | Tilo Gutzeit          | Équipe unifiée d'Allemagne | 86.0   | 1274.0 | 10         | 10          |
| 10      | Donald McPherson      | Canada                     | 83.0   | 1279.7 | 13         | 7           |
| 11      | Hubert Köpfler        | Suisse                     | 114.0  | 1217.0 | 12         | 14          |
| 12      | Robin Jones           | Royaume-Uni                | 113.0  | 1220.4 | 15         | 12          |
| 13      | Peter Jonas           | Autriche                   | 115.0  | 1213.2 | 14         | 15          |
| 14      | Nobuo Satō            | Japon                      | 120.0  | 1206.8 | 11         | 17          |
| 15      | David Clements        | Royaume-Uni                | 135.0  | 1174.7 | 16         | 13          |
| 16      | Bodo Bockenauer       | Équipe unifiée d'Allemagne | 137.0  | 1162.2 | 17         | 16          |
| 17      | Tim Spencer           | Australie                  | 142.0  | 1171.2 | 18         | 11          |
| 18      | Bill Cherrell         | Australie                  | 162.0  | 1042.2 | 19         | 18          |
| Abandon | Norbert Felsinger     | Autriche                   | 135.0  | 1174.7 | 6          |             |

### Dames

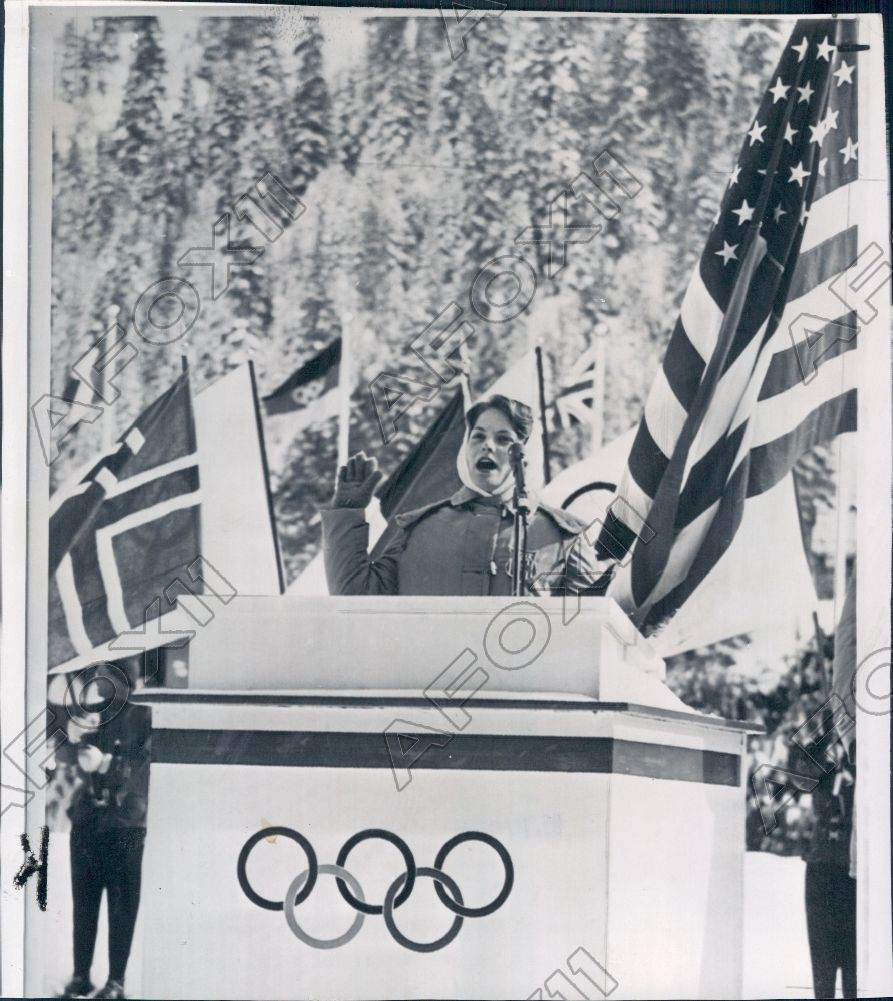
Carol Heiss prononce le serment olympique à Squaw Valley.

| Rang | Nom               | Nation                     | Places | Points | Fig. impo. | Prog. libre |
| ---- | ----------------- | -------------------------- | ------ | ------ | ---------- | ----------- |
| 1    | Carol Heiss       | États-Unis                 | 9.0    | 1490.1 | 1          | 1           |
| 2    | Sjoukje Dijkstra  | Pays-Bas                   | 20.0   | 1424.8 | 2          | 3           |
| 3    | Barbara Roles     | États-Unis                 | 26.0   | 1414.9 | 3          | 2           |
| 4    | Jana Mrázková     | Tchécoslovaquie            | 53.0   | 1338.7 | 5          | 5           |
| 5    | Joan Haanappel    | Pays-Bas                   | 52.0   | 1331.9 | 4          | 7           |
| 6    | Laurence Owen     | États-Unis                 | 57.0   | 1343.0 | 6          | 6           |
| 7    | Regine Heitzer    | Autriche                   | 58.0   | 1327.9 | 7          | 4           |
| 8    | Anna Galmarini    | Italie                     | 79.0   | 1295.0 | 8          | 10          |
| 9    | Karin Frohner     | Autriche                   | 99.0   | 1266.0 | 9          | 11          |
| 10   | Sandra Tewkesbury | Canada                     | 78.0   | 1296.1 | 10         | 9           |
| 11   | Nicole Hassler    | France                     | 97.0   | 1272.6 | 12         | 12          |
| 12   | Wendy Griner      | Canada                     | 98.0   | 1275.0 | 13         | 8           |
| 13   | Danielle Rigoulot | France                     | 107.0  | 1253.8 | 11         | 13          |
| 14   | Bärbel Martin     | Équipe unifiée d'Allemagne | 132.0  | 1219.8 | 18         | 14          |
| 15   | Patricia Pauley   | Royaume-Uni                | 134.0  | 1213.8 | 14         | 16          |
| 16   | Carla Tichatschek | Italie                     | 143.0  | 1201.1 | 16         | 15          |
| 17   | Junko Ueno        | Japon                      | 158.0  | 1176.5 | 15         | 20          |
| 18   | Ursel Barkey      | Équipe unifiée d'Allemagne | 166.0  | 1164.5 | 20         | 18          |
| 19   | Carolyn Krau      | Royaume-Uni                | 168.0  | 1160.3 | 17         | 21          |
| 20   | Liliane Crosa     | Suisse                     | 171.0  | 1157.4 | 22         | 17          |
| 21   | Miwa Fukuhara     | Japon                      | 188.0  | 1134.7 | 19         | 22          |
| 22   | Franziska Schmidt | Suisse                     | 184.0  | 1141.8 | 21         | 19          |
| 23   | Marion Sage       | Afrique du Sud             | 210.0  | 1000.9 | 24         | 23          |
| 24   | Aileen Shaw       | Australie                  | 221.0  | 965.7  | 25         | 24          |
| 25   | Patricia Eastwood | Afrique du Sud             | 219.0  | 970.8  | 23         | 25          |
| 26   | Mary Wilson       | Australie                  | 232.0  | 890.2  | 26         | 26          |

### Couples
| Rang | Nom                                 | Nation                     | Places | Points |
| ---- | ----------------------------------- | -------------------------- | ------ | ------ |
| 1    | Barbara Wagner / Robert Paul        | Canada                     | 7.0    | 80.4   |
| 2    | Marika Kilius / Hans-Jürgen Bäumler | Équipe unifiée d'Allemagne | 19.0   | 76.8   |
| 3    | Nancy Ludington / Ronald Ludington  | États-Unis                 | 27.5   | 76.2   |
| 4    | Maria Jelinek / Otto Jelinek        | Canada                     | 26.0   | 75.9   |
| 5    | Margret Göbl / Franz Ningel         | Équipe unifiée d'Allemagne | 36.0   | 72.5   |
| 6    | Nina Zhuk / Stanislav Zhuk          | Union soviétique           | 38.0   | 72.3   |
| 7    | Rita Blumenberg / Werner Mensching  | Équipe unifiée d'Allemagne | 53.0   | 70.2   |
| 8    | Diana Hinko / Heinz Döpfl           | Autriche                   | 54.5   | 69.8   |
| 9    | Ludmila Belousova / Oleg Protopopov | Union soviétique           | 54.5   | 68.6   |
| 10   | Maribel Owen / Dudley Richards      | États-Unis                 | 69.0   | 67.5   |
| 11   | Ila Ray Hadley / Ray Hadley         | États-Unis                 | 78.0   | 65.7   |
| 12   | Jacqueline Mason / Mervyn Bower     | Australie                  | 83.0   | 63.7   |
| 13   | Marcelle Matthews / Gwyn Jones      | Afrique du Sud             | 85.5   | 63.6   |